# Malešov
Malešov är en köping i Tjeckien.   Den ligger i regionen Mellersta Böhmen, i den centrala delen av landet, 60 km öster om huvudstaden Prag. Malešov ligger 336 meter över havet och antalet invånare är 881.
Terrängen runt Malešov är huvudsakligen platt, men norrut är den kuperad. Runt Malešov är det ganska glesbefolkat, med 35 invånare per kvadratkilometer. Närmaste större samhälle är Kutná Hora, 5,2 km nordost om Malešov. Trakten runt Malešov består till största delen av jordbruksmark.